# Kalottmodell

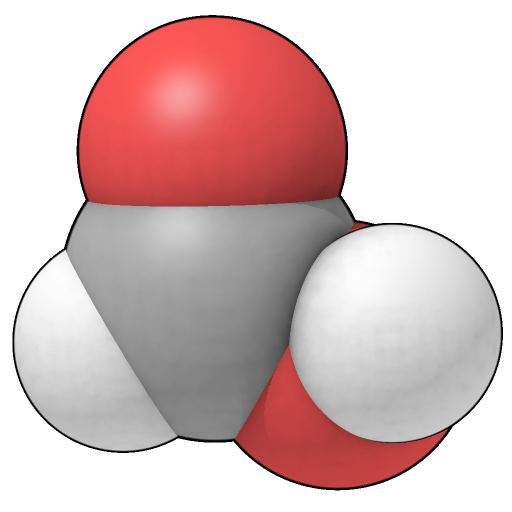
Kalottmodell av myrsyra.

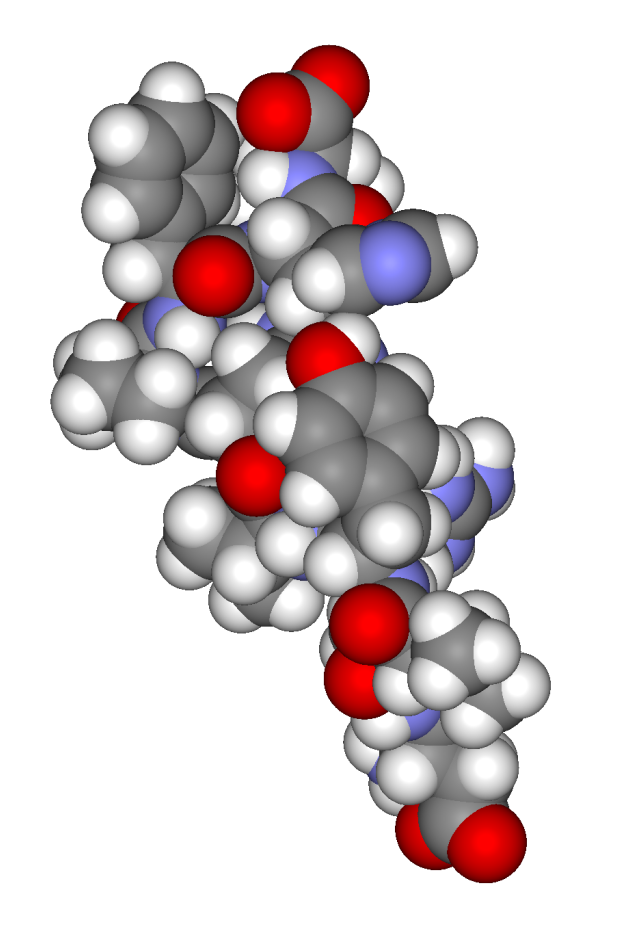
Kalottmodell av peptidhormonet angiotensin I gjord med hjälp av NMR-spektroskopi.

En kalottmodell är en modell av en molekyl där atomerna i molekylen representeras av olikfärgade klot som går in i varandra. Kalottmodeller och kul- och pinnmodeller används för att beskriva molekylers utseende i tre dimensioner.

## Historia
Den tyska fysikern Herbert Arthur Stuart skapade kalottmodeller 1934, som en vidareutveckling av kul- och pinnmodellerna. Proportionerna mellan atomernas storlek, bindningsvinklar och bindningslängder motsvarar verkligheten. Radien på ett klot som beskriver en atom i en kalottmodell motsvarar van der Waalsradien.
I USA utvecklade J. Hirschfelder 1937 en billigare kalottmodell. I början av 1950-talet utvecklade Linus Pauling och Robert Corey en egen kalottmodell, som förbättrades av Walter Koltun och blev känd som CPK-modellen. Pauling, Corey och Koltun utvecklade också den färgsättning som används idag. Med datorgrafikens intåg har många program för att rita kalottmodeller med datorer skapats.

## Färgsättning
| Atom   | Färg            |
| ------ | --------------- |
| Väte   | vit             |
| Kol    | svart eller grå |
| Kväve  | blå             |
| Syre   | röd             |
| Fosfor | orange          |
| Svavel | gul             |
| Klor   | grön            |